# Monika Maierhofer
Monika Maierhofer, avstrijska alpska smučarka, * 10. januar 1967, Trofaiach.
Nastopila je na olimpijskih igrah 1992 in 1994, kjer je dosegla odstop in dvanajsto mesto v slalomu. Na Svetovnem prvenstvu 1989  je v isti disciplini osvojila šesto mesto. V svetovnem pokalu je tekmovala enajst sezon med letoma 1984 in 1995 ter dosegla eno zmago in še enajst uvrstitev na stopničke, vse v slalomu. V skupnem seštevku svetovnega pokala je bila najvišje na trinajstem mestu leta 1989, ko je bila tudi druga v slalomskem seštevku.